# 虞州 (北周)
虞州（ぐしゅう）は、中国にかつて存在した州。
557年（明帝元年）、北周により設置された。595年（開皇15年）、隋代により廃止され、管轄県は蒲州に統合された。

## 下部行政区画
- 河北郡
  - 河北県
  - 芮城県